# 大陵增四
双鱼座1（1 Psc，大陵增四）是双鱼座的一颗恒星，视星等为+6.11，距离地球约350光年。